# Leo Rojas
Juan Leonardo Santillia Rojas, conosciuto semplicemente come Leo Rojas (Otavalo, 18 ottobre 1984), è un flautista e compositore ecuadoriano, specialista del flauto di Pan, che ha ottenuto la fama in Germania.

## Biografia
Juan Leonardo Santillia Rojas nasce a Otavalo, in Ecuador, il 18 ottobre 1984. All'età di sedici anni, decide di intraprendere un giro dell'Europa in cerca di fortuna. Durante questo tour, inizia ad esibirsi a Berlino come artista di strada. Sempre in Germania, si fa conoscere al grande pubblico nel 2011, partecipando alla quinta edizione del talent show di RTL Television Das Supertalent (la versione tedesca del format Got Talent), dove risulta vincitore.
L'anno seguente pubblica il suo primo album, intitolato Spirit of the Hawk. L'album, prodotto dall'ex-Modern Talking Dieter Bohlen, è certificato disco d'oro in Germania dopo un mese dall'uscita. Nel 2017 è tra i concorrenti del reality show di RTL Television Adam sucht Eva.

## Discografia

### Canzoni
- The Lonely Shepherd (2011)
- El cóndor pasa (2012)
- Nature Spirits (2017)

### Album
- Spirit of the Hawk (2012)
- Flying Heart (2012)
- Albatross (2013)
- Das Beste (2015)
- Leo Rojas (2017)